# Eutropiichthys britzi
Eutropiichthys britzi es una especie de peces de la familia Schilbeidae en el orden de los Siluriformes.

## Morfología
• Los machos pueden llegar alcanzar los 18,5 cm de longitud total.
- Número de  vértebras: 52-54.[1]

## Hábitat
Es un pez de agua dulce y de clima tropical.

## Distribución geográfica
Se encuentran en Asia:  cuencas de los ríos Irrawaddy y  Sittang en Birmania.